# Minori Chihara Live Tour 2011 〜Key for Defection〜
『Minori Chihara Live Tour 2011 〜Key for Defection〜』（ミノリ チハラ ライブ ツアー にせんじゅういち キーフォーディフェクション）は、2011年2月12日から5月8日まで開催された茅原実里のコンサートツアー。また、その模様を収録したライブ・アルバム、フォトブック。

## Minori Chihara Live Tour 2011 〜Key for Defection〜 LIVE CD+PHOTO BOOK
『Minori Chihara Live Tour 2011 〜Key for Defection〜 LIVE CD+PHOTO BOOK』（ミノリ チハラ ライブ ツアー にせんじゅういち キーフォーディフェクション ライブ シーディー プラス フォトブック）は、茅原実里のライブ・アルバム。2011年8月26日にLantis OFFICIAL SHOPから発売された。

### 概要
2011年2月から5月まで開催された『Minori Chihara Live Tour 2011 〜Key for Defection〜』のZepp Tokyoで行われた5月2日の公演の模様を収録。
ライブの模様を音源化したCD3枚組仕様になっている。また、コンサートの模様の写真が収録されたフォトブックが同梱されている。茅原の既存のコンサートツアーの商品化は映像作品のみであったが、ライブアルバムとしてリリースするのは初。また、CD作品にフォトブックが同梱されるのは2枚目のオリジナルアルバム『Parade』の初回限定盤に同梱されたフォトブックレット以来。
本作の発売は2011年8月5日、8月6日、8月7日に行われた『Minori Chihara Live 2011 "SUMMER CAMP 3"』で発表され、ライブ公演翌日の2011年8月8日からLantis OFFICIAL SHOPでの予約がスタートした。
CDは、1枚目はスタイリッシュサイド、2枚目はハッピーサイド、3枚目はアンコール以降の楽曲が収録されているという構成になっている。なお、収録内容は当日の公演模様を完全収録している。また、茅原の作品でCDが3枚組仕様になっているのは初。
今作からバンドメンバーによるオリジナル演奏の曲名が記述されるようになった。本ライブで演奏された楽曲もライブ当日に限定発売されたCMBのインストゥメンタルアルバム『SOUND MAJESTY』に収録されている。
自身の作品がLantis OFFICIAL SHOPからの限定発売であるのは初であると同時に茅原実里の商品が同オフィシャルショップで販売されるのも初の試み。

### 収録曲

#### DISC-1
| 01 | OPENING               | 1:51 |
| 02 | Defection             | 4:20 |
| 03 | raison pour la saison | 5:27 |
| 04 | 覚醒フィラメント      | 4:51 |
| 05 | FUTURE STAR           | 5:41 |
| 06 | MC 01                 | 0:54 |
| 07 | Melty tale storage    | 5:48 |
| 08 | Last Arden            | 4:09 |
| 09 | 蒼い孤島              | 4:41 |
| 10 | MC 02                 | 1:06 |
| 11 | 不確定性原理          | 4:39 |
| 12 | 輪舞-revolution       | 5:16 |
| 13 | Final Moratorium      | 4:39 |
| 14 | Shining Mosh          | 5:19 |

#### DISC-2
| 01 | KEY FOR LIFE          | 5:40  |
| 02 | Happy Kaleidoscope    | 4:15  |
| 03 | too late? not late... | 5:04  |
| 04 | MC 03                 | 13:01 |
| 05 | 雨音のベール          | 5:21  |
| 06 | 花束                  | 6:23  |
| 07 | MC 04                 | 3:21  |
| 08 | ひとりにひとつの永遠  | 5:02  |
| 09 | 雨上がりの花よ咲け    | 5:07  |
| 10 | MC 05                 | 4:15  |
| 11 | Best mark smile       | 4:06  |
| 12 | Lush march!!          | 4:45  |
| 13 | Freedom Dreamer       | 5:55  |

#### DISC-3
| 01 | MC 05                | 1:17 |
| 02 | 君がくれたあの日     | 5:36 |
| 03 | Paradise Lost        | 5:27 |
| 04 | MC 06                | 7:13 |
| 05 | 純白サンクチュアリィ | 6:00 |
| 06 | ENDING               | 3:36 |

## ライブツアー

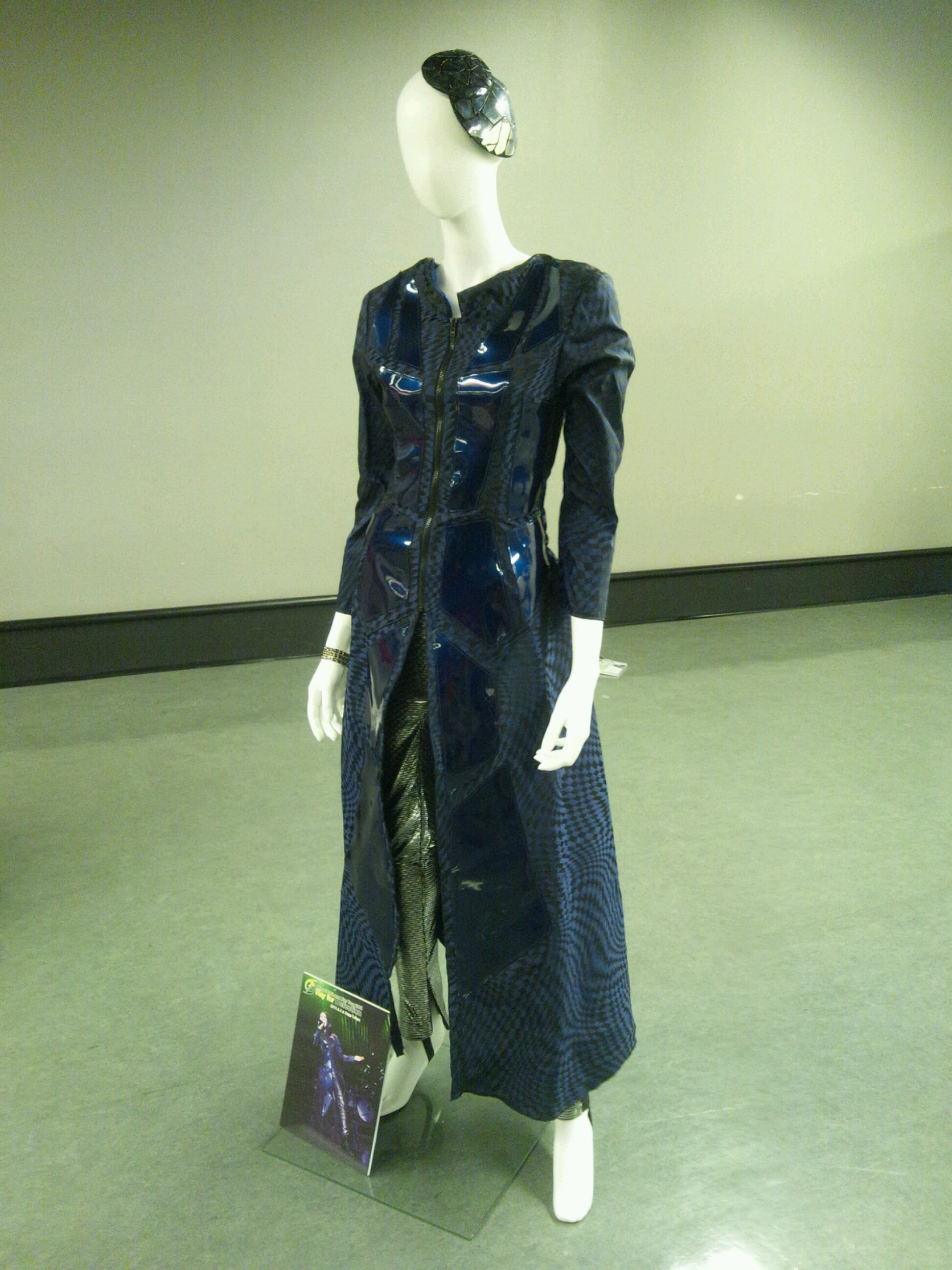
公演当日の衣装

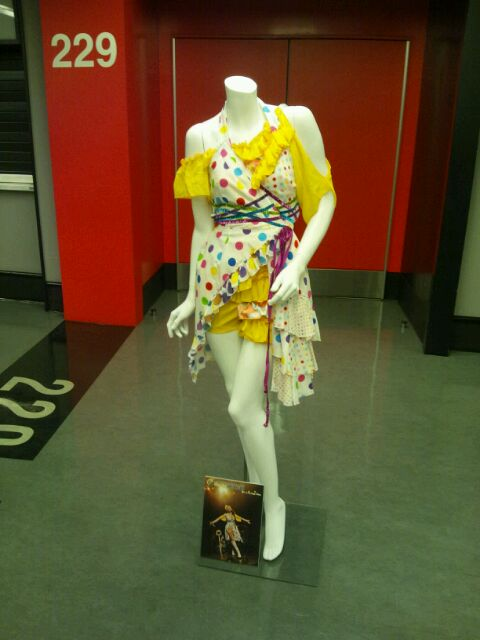
公演当日の衣装

### 概要
2011年2月12日から5月8日まで開催された茅原実里の4回目のコンサートツアーであり、2011年2月9日に同時発売された「Defection」、「KEY FOR LIFE」を引っ提げたツアー。なお、シングル作品を引っ提げたコンサートツアーは自身初。ツアーの開催は2010年11月13日、11月14日にZepp Tokyo、なんばHatchで開催された自身のファンクラブ『m.s.s』のイベント『茅原実里バースデーイベント2010』で発表された。
会場は全国にあるライブハウス『Zepp』であり、茅原にとって初のZepp系の会場の全制覇を達成したツアーになった。なお、茅原は本ツアー以前では「Zepp Fukuoka」、「Zepp Sapporo」でのライブ公演を行っていた。当初は3月21日までの予定であったが東日本大震災の影響で東京、札幌公演延期され、3月28日に5月2日の東京公演、5月8日の札幌公演の振替公演日が発表された。
本ツアーのキーカラーは「黄」であり、『Minori Chihara Live Tour 2009 〜Parade〜』から製作されているフラッグの色も「黄」になっている。また、茅原は、ツアーの目標として「一曲一曲、一瞬一瞬を心に焼きつけ、強く思いながら歌を唄う」、「去年とは違う自分が見せられる、違うエネルギーを与えるライブツアーにする」という事を当初、目標として掲げていた。
延期された2011年5月2日、5月8日に行われた東京、札幌公演では既存のライブ会場限定グッズに加えてチャリティーグッズが販売され、同グッズの全収益を東日本大震災の義援金として日本赤十字社、東日本大震災 チャリティープロジェクト『STAND UP! JAPAN 2011 中央共同募金会』を通じて被災者へ寄付された。
公演ごとにアコースティックコーナーが3、4回目のMCの間に設けられ、日替わりで2曲ずつ各会場で唄っていた。東京公演のみ名古屋公演と同様の曲を唄っていた。詳しくはアコースティック曲を参照。

### 開催日時・会場
| 公演数 | 開催日  | 会場                  |
| ------ | ------- | --------------------- |
| 01     | 2月12日 | Zepp Sendai（仙台）   |
| 02     | 2月19日 | Zepp Fukuoka（福岡）  |
| 03     | 2月20日 | Zepp Nagoya（名古屋） |
| 04     | 2月26日 | Zepp Osaka（大阪）    |
| 05     | 5月2日  | Zepp Tokyo（東京）    |
| 06     | 5月8日  | Zepp Sappro（札幌）   |

### アコースティック曲
| 公演         | 楽曲           |
| ------------ | -------------- |
| 仙台         | Say you?       |
| 仙台         | Love Medicine* |
| 福岡         | truth gift     |
| 福岡         | 詩人の旅       |
| 名古屋、東京 | 雨音のベール   |
| 名古屋、東京 | 花束           |
| 大阪         | truth gift     |
| 大阪         | Love Medicine* |
| 札幌         | Say you?       |
| 札幌         | 詩人の旅       |

### 会場限定CD
『SOUND MAJESTY』（サウンド・マジェスティ）は、茅原実里のサポートバンド『CMB』のインストゥメンタルアルバム。2011年2月12日から2011年5月8日までのライブ公演日にライブ会場限定でLantisから発売された。

#### 概要
茅原実里のコンサートで演奏された曲目が収録されており、新たにスタジオレコーディングを行った音源となっている。
本作でサポートバンド名が正式に「CMB」に決定した。なお、「CMB」とは「Creative Music Band」、「Chihara Minori Band」の意味。演奏メンバーは、須藤賢一、山本直哉、岩田ガンタ康彦、室屋光一郎、加藤大祐。それぞれキーボード、ベース、ドラム・パーカッション、ギター、ヴァイオリンを使用した演奏。
演奏された曲目のタイトルも本作で正式に決定された。収録曲が演奏されたコンサートは『Minori Chihara 1st Live Tour 2008 〜Contact〜』、『Minori Chihara Live Tour 2009 〜Parade〜』、『Minori Chihara Live 2009 "SUMMER CAMP"』、『Minori Chihara Countdown Live 2009-2010』、『Minori Chihara Live Tour 2010 〜Sing All Love〜』、『Minori Chihara Live 2010 "SUMMER CAMP 2"』。
収録曲の視聴用動画が2011年1月23日にニコニコ動画、YouTubeのランティスの公式チャンネル『Lantisちゃんねる』で配信された。

#### 収録曲
（全編曲：須藤賢一）
1. Shining Mosh
作曲：須藤賢一
  - 『Minori Chihara Live Tour 2011 〜Key for Defection〜』演奏曲。
2. Hot Colosseum
作曲：須藤賢一
  - 『Minori Chihara Live 2010 "SUMMER CAMP 2"』演奏曲。
3. Change attack mode
作曲：須藤賢一・鍋嶋圭一
  - 『Minori Chihara 1st Live Tour 2008 〜Contact〜 追加公演』演奏曲。
4. 君がくれたあの日 -Adult refrain-
作曲：菊田大介（Elements Garden）
5. Soldiers of the Queen
作曲：須藤賢一
  - 『Minori Chihara Live Tour 2009 〜Parade〜』演奏曲。
6. SUMMER HAMMER
作曲：鍋嶋圭一
  - 『Minori Chihara Live 2009 "SUMMER CAMP"』演奏曲。
7. Open the new century
作曲：須藤賢一
  - 『Minori Chihara Countdown Live 2009-2010』演奏曲。
8. First Contact
作曲：須藤賢一
  - 『Minori Chihara Live Tour 2010 〜Sing All Love〜』（大阪公演1日目）、『Minori Chihara 1st Live Tour 2008 〜Contact〜』演奏曲。
9. 純白サンクチュアリィ -sweet midnight-
作曲：菊田大介（Elements Garden）
10. SOUND MAJESTY
作曲：須藤賢一
  - 『Minori Chihara Live Tour 2010 〜Sing All Love〜』（埼玉公演）演奏曲。